# Jana Vizjak

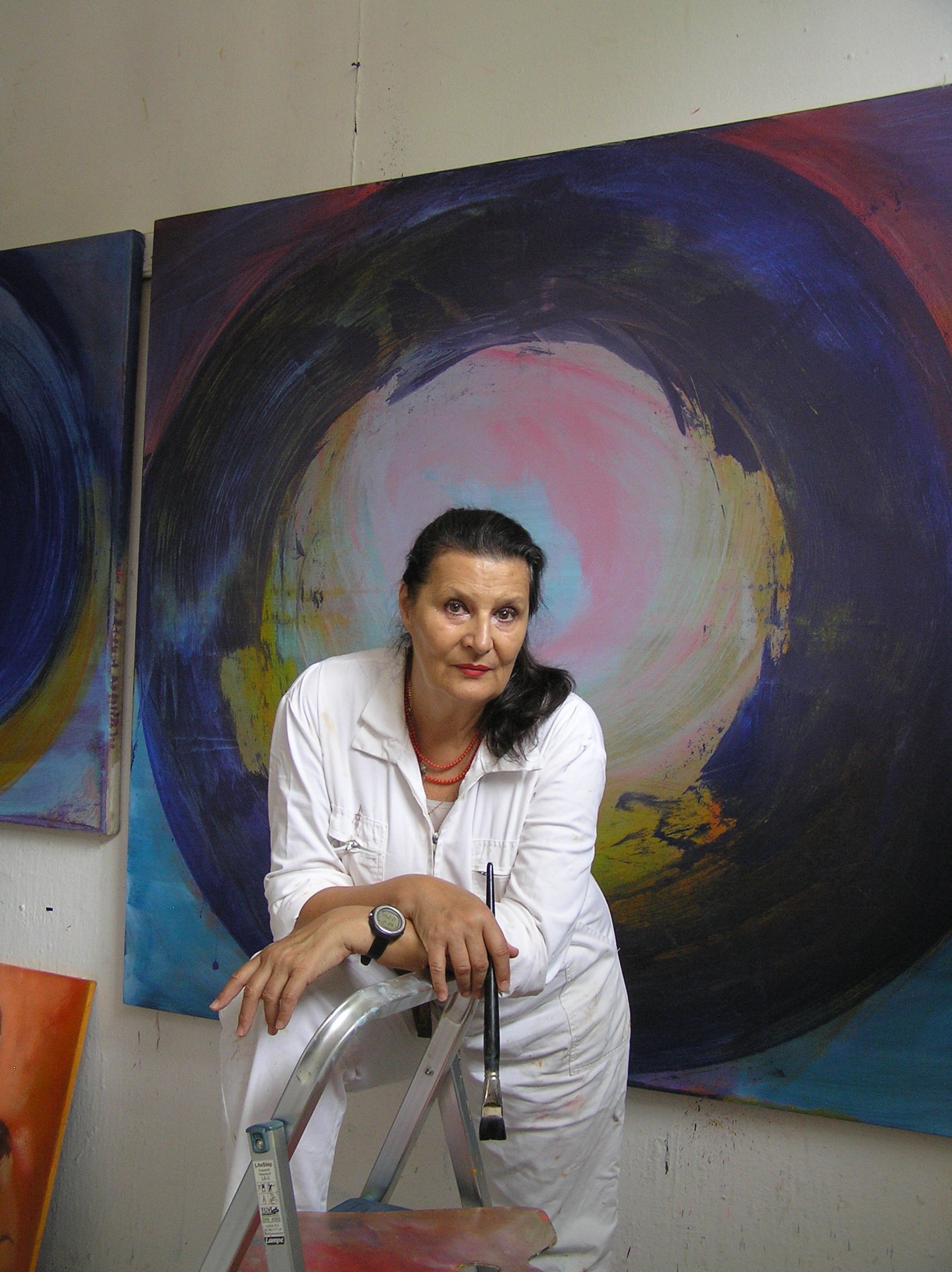
Jana Vizjak im Atelier

Jana Vizjak (* 1956 in Ljubljana) ist eine slowenische Malerin.

## Leben
Sie besuchte die Kunstakademie Ljubljana. 1982 beendete sie erfolgreich die Meisterklasse Malerei bei Janez Bernik. Seitdem arbeitet sie als freischaffende Künstlerin. In den Jahren zwischen 1991 und 1996 war sie als Studentin an der Kunstakademie Düsseldorf bei Gotthard Graubner.

## Werk
Jana Vizjak arbeitet mit expressiv geprägten Kompositionen, bei denen eine der zentralen bilderzeugenden Rollen der malerischen und zeichnerischen Geste zugeteilt wurde. Die Inspirationsquellen der Malerei von Jana Vizjak können unterschiedlich sein: Landschaft, Porträt, Selbstporträt, Stillleben, religiöse Themen.
Die lasurartigen Farbaufträge in Jana Vizjaks Bildern wirken ausgesprochen unirdisch, imaginär, aber zugleich chromatisch intensiv. Die Ausdrucksdeformation ihrer durchgeistigten figuralen Gestalten ist auf die Dematerialisierung ausgerichtet, gelenkt von El-Greco-esk langgezogenen Körperformen; insbesondere in die sakral gefärbte Überlieferung hat die Künstlerin hingegen auch die Ausdrucksform von Physiognomien eingebracht, die ihrer Ursprünglichkeit auch das unübersehbare Gepräge der volkstümlichen Primärität und Archaität einhauchen, so der Kunsthistoriker und Kunstkritiker Milček Komelj.
Dasselbe gilt auch für all ihre Landschaften, für die Weiten mit unbekannter Insel, benannt bzw. lokalisiert als Irgendwo, Weit oder Dort, zuletzt aber auch für ihre konkreteren Palmen an zyprischen Sandstränden mit biblisch exotischem Beiklang. Im Mittelpunkt steht für die Malerin jedoch die menschliche Figur, erfasst durch den allegorisch personifizierten sowie insbesondere ausdrucksvollen Aspekt, ganz besonders intensiv in ihrer schmerzhaften Verkrampfung und sehnsüchtigen Entrückung, Hingewandtheit sowie Vorahnung. Eine solche Vision in der Malerei von Jana Vizjak eskaliert überall durch Farbspiele sowie strahlende Kontraste und Lichtblitze, die die Ausdruckskraft der motivischen Komponenten steigern.

## Monographien
- Jana Vizjak, Zoran Kržišnik: Jana Vizjak. Ljubljana: samozaložba, 1989.
- Jana Vizjak: Slike / Bilder. Celje: Zavod za kulturne prireditve, Galerija sodobne umetnosti, 2001.
- Jana Vizjak: Pot srca. Celovec: Mohorjeva, 2008.
- Jana Vizjak: Herzensweg. Celovec: Mohorjeva, 2008.
- Jana Vizjak: Avtoportret : Čas za slikarstvo. Kranj: Gorenjski muzej, 2012.
- Jana Vizjak, Damir Globočnik, Aljaž Pogačnik: Kreposti, krogi in portreti. Jesenice: Gornjesavski muzej; Kranj: Gorenjski muzej; Radovljica: Muzeji radovljiške občine, 2018.